# Текирдаг (ил)
Текирда́г (тур. Tekirdağ [teˈciɾdaː], греч. Ραιδεστού, болг. Родосто) – ил и метропольный муниципалитет (тур. büyükşehir) на северо-западе Турции. Административный центр провинции расположен в её центральном районе (тур. merkez ilçe). В 2012 году центральный район Текирдага переименован в честь шехзаде Сулеймана-паши, однако наименование провинции осталось прежним — по городу Текирдагу.

## География
Площадь провинции 6 190 км². Расположена в европейской части Турции — Восточной Фракии. Граничит с провинциями Стамбул (на востоке), Кыркларели (на севере), Эдирне (на западе) и Чанаккале (на юго-западе); на юге омывается Мраморным морем (береговая линия составляет 133 км), на северо-востоке — Чёрным (2,5 км).
Рельеф преимущественно равнинный с небольшими холмами, что вместе с высококачественными почвами обусловило большую роль сельского хозяйства в экономике провинции. На юго-западе иля вдоль побережья Мраморного моря на 35 км протянулся горный хребет Ганос (тур. Işıklar Dağı), высочайшая точка которого — 945 м над уровнем моря. Хребет в русском сохранил древнегреческое название горы и полиса у её подножия, под акрополем которого сейчас располагается деревня Газикёй. На востоке провинции в районе Черкезкёй начинается другой горный массив — Странджа (тур. Yıldız / Istranca Dağları). Он тянется на северо-запад до Болгарии и на территории Текирдага значительной высоты не достигает.
Существенная часть населённых пунктов исторически возникла у берегов протекающей на севере иля реки Эргене и питающих её ручьёв в образуемых ими плодородных аллювиальных равнинах. Растительность иля представлена маквисом вдоль побережья Мраморного моря, лесами в гористой местности и степью на равнинах. Леса в основном состоят из дубов в горной местности, турецкой сосны и вяза в других районах.
Климат иля средиземноморский у побережья и чуть более континентальный вдали от него. Близость морей обеспечивает сравнительно высокую влажность воздуха. Лето сухое и жаркое, весна и зима дождливые, в зимние месяцы возможно выпадение снега.
Проходящий вдоль северного побережья Мраморного моря Северо-Анатолийский разлом обусловливает сейсмоопасность региона. Линия разлома проходит непосредственно через деревни Газикёй и Гёльджук в районе Шаркёй, которое относится к 1-му классу сейсмоопасности. Город Текирдаг расположен в зоне 2-го класса сейсмоопасности, остальные районы провинции — в зонах 3-го и 4-го классов.
Пролегающие через восточную часть провинции  шоссе D.100 (E80) и железная дорога, связывающие Турцию с Европой, обусловили появление и бурный рост промышленности в восточных районах Капаклы, Черкезкёй, Эргене и Чорлу. Западная часть провинции  преимущественно сельскохозяйственная, основные выращиваемые здесь культуры — подсолнечник и пшеница; город Текирдаг славится своей черешней, а район Шаркёй является одной из старейших винодельческих областей.
В последние годы на территории провинции и шельфе Мраморного моря ведутся активные разведка и освоение месторождений природного газа.

## Административно-территориальное деление
Провинция Текирдаг делится на 11 районов (тур. ilçe «ильче», см. Районы Турции):
| Район            | Число махалля | Площадь, км² | Население, чел. | Плотность населения, чел./км² | Расстояние от районного центра до центра провинции, км |
| ---------------- | ------------- | ------------ | --------------- | ----------------------------- | ------------------------------------------------------ |
| Капаклы          | 14            | 182          | 142662          | 784                           | 68                                                     |
| Малкара          | 77            | 1243         | 51406           | 41                            | 59                                                     |
| Мармара-Эреглиси | 10            | 175          | 31191           | 178                           | 38                                                     |
| Муратлы          | 20            | 388          | 30411           | 78                            | 24                                                     |
| Сарай            | 29            | 620          | 51224           | 83                            | 77                                                     |
| Сулейманпаша     | 78            | 1053         | 219230          | 208                           | 0                                                      |
| Хайраболу        | 52            | 1009         | 30930           | 31                            | 56                                                     |
| Черкезкёй        | 12            | 86           | 213243          | 2480                          | 60                                                     |
| Чорлу            | 26            | 531          | 294020          | 554                           | 37                                                     |
| Шаркёй           | 31            | 487          | 34047           | 70                            | 81                                                     |
| Эргене           | 17            | 418          | 68695           | 164                           | 46                                                     |

## Население

### Османская империя[8]
По данным реестра населения Османской империи, приводимым Кемалем Карпатом, в 1831 году на территории, примерно соответствующей сегодняшней провинции Текирдаг, проживало следующее число мужчин: 
| Санджак    | Каза       | Мусульман | Православных | Цыган | Иудеев | Армян | Всего |
| ---------- | ---------- | --------- | ------------ | ----- | ------ | ----- | ----- |
| Текфурдагы | Инеджик    | 812       | 836          | 24    | 0      | 0     | 1672  |
| Текфурдагы | Малкара    | 1511      | 4010         | 64    | 0      | 0     | 5585  |
| Текфурдагы | Текфурдагы | 3773      | 7727         | 57    | 0      | 0     | 11557 |
| Текфурдагы | Хайраболу  | 2203      | 1021         | 0     | 0      | 0     | 3254  |
| Текфурдагы | Чорлу      | 971       | 1938         | 0     | 45     | 73    | 3027  |
| Текфурдагы | Эрели      | 177       | 554          | 24    | 0      | 0     | 755   |
| Гелиболу   | Шаркёй     | 962       | 7752         | 0     | 0      | 0     | 8714  |
| Итого      | Итого      | 10409     | 23838        | 169   | 45     | 73    | 34534 |

Реестр 1877-78 года показывает численность населения санджака Текфурдагы (т. е. без казы Шаркёй) в 49 751 мужчин, домов — 5 875.
Переписи конца XIX — начала XX века демонстрируют следующие данные по санджаку Текирдагы (Текфурдагы): 
| Этноконфессиональная группа | Перепись 1881—1893 годов | Перепись 1881—1893 годов | Перепись 1881—1893 годов | Перепись 1905-06 года | Перепись 1905-06 года | Перепись 1905-06 года |
| Этноконфессиональная группа | Всего чел.               | Из них                   | Из них                   | Всего чел.            | Из них                | Из них                |
| Этноконфессиональная группа | Всего чел.               | Ж                        | М                        | Всего чел.            | М                     | Ж                     |
| --------------------------- | ------------------------ | ------------------------ | ------------------------ | --------------------- | --------------------- | --------------------- |
| Мусульмане                  | 44632                    | 21397                    | 23235                    | 76813                 | 40408                 | 36405                 |
| Греки                       | 38893                    | 18361                    | 20532                    | 53427                 | 28114                 | 25313                 |
| Армяно-григорианцы          | 11004                    | 5403                     | 5601                     | 19014                 | 11876                 | 7138                  |
| Болгары                     | 3775                     | 1765                     | 2010                     | 5746                  | 2768                  | 2978                  |
| Иудеи                       | 1656                     | 780                      | 876                      | 2654                  | 1365                  | 1289                  |
| Католики                    | 561                      | 274                      | 287                      |                       |                       |                       |
| - Греко-католики            |                          |                          |                          | 120                   | 68                    | 52                    |
| - Армяно-католики           |                          |                          |                          | 48                    | 25                    | 23                    |
| Протестанты                 | 180                      | 92                       | 88                       | 146                   | 76                    | 70                    |
| Цыгане                      |                          |                          |                          | 699                   | 387                   | 312                   |
| Иностранцы                  |                          |                          |                          | 335                   | 199                   | 136                   |
| Итого                       | 100701                   | 48072                    | 52629                    | 159002                | 85286                 | 73716                 |

Статистические данные 1914 года: 
| Санджак               | Каза       | Мусульман | Греков | Армяно- григорианцев | Иудеев | Греко- католиков | Армяно- католиков | Протестантов | Цыган | Всего  |
| --------------------- | ---------- | --------- | ------ | -------------------- | ------ | ---------------- | ----------------- | ------------ | ----- | ------ |
| Текфурдагы (Текирдаг) | Малкара    | 24857     | 14523  | 2658                 | 0      | 176              | 0                 | 0            | 0     | 42214  |
| Текфурдагы (Текирдаг) | Сарай      | 16990     | 2035   | 1                    | 4      | 0                | 0                 | 0            | 0     | 19030  |
| Текфурдагы (Текирдаг) | Текфурдагы | 19484     | 4618   | 9093                 | 1566   | 0                | 48                | 115          | 0     | 34924  |
| Текфурдагы (Текирдаг) | Хайраболу  | 19914     | 3971   | 193                  | 0      | 0                | 0                 | 0            | 0     | 24078  |
| Текфурдагы (Текирдаг) | Чорлу      | 13858     | 3415   | 1678                 | 1211   | 0                | 0                 | 0            | 40    | 20202  |
| Гелиболу              | Шаркёй     | 5604      | 11009  | 0                    | 0      | 0                | 0                 | 0            | 0     | 16613  |
| Итого                 | Итого      | 100707    | 39571  | 13623                | 2781   | 176              | 48                | 115          | 40    | 157061 |

### Турецкая Республика
Депортация армян младотурками в 1915 году, преследование евреев греками в период греческой оккупации 1920—1922 годов, греко-турецкий обмен населением 1923 года, активная внутренняя миграция из восточных регионов Турции на вновь создаваемые в результате промышленного бума рабочие места и переселение этнических турок из бывших европейских владений Османской империи полностью изменили состав населения Текирдага. Особенно много переселенцев из ранее принадлежавших Османской империи регионов Румелии появилось в конце XX века: из Болгарии вследствие кампаний по «болгаризации» 1950—1951[англ.], 1968—1978 и 1989 годов и из бывшей Югославии после начала там этнических конфликтов (см. Распад Югославии). Новая волна беженцев пришлась на начало XXI века: сначала из Сирии после начала там гражданской войны в 2011 году, а затем и из турецких регионов, пострадавших от разрушительного землетрясения 2023 года.
| 1927       | 1935       | 1940       | 1945       | 1950       | 1955       | 1960       |
| ---------- | ---------- | ---------- | ---------- | ---------- | ---------- | ---------- |
| 131 446    | ↗194 252   | ↗209 888   | ↘202 606   | ↗224 821   | ↗251 071   | ↗274 806   |
| 1965       | 1970       | 1975       | 1980       | 1985       | 1990       | 2000       |
| ↗287 381   | ↗302 946   | ↗319 987   | ↗360 742   | ↗402 721   | ↗468 842   | ↗623 591   |
| 2007       | 2008       | 2009       | 2010       | 2011       | 2012       | 2013       |
| ↗728 396   | ↗770 772   | ↗783 310   | ↗798 109   | ↗829 873   | ↗852 321   | ↗874 475   |
| 2014       | 2015       | 2016       | 2017       | 2018       | 2019       | 2020       |
| ↗906 732   | ↗937 910   | ↗972 875   | ↗1 005 463 | ↗1 029 927 | ↗1 055 412 | ↗1 081 065 |
| 2021       | 2022       | 2023       | 2024       |            |            |            |
| ↗1 113 400 | ↗1 142 451 | ↗1 167 059 | ↗1 187 162 |            |            |            |

## История

### Доисторический период и античность
Первые поселения на территории Текирдага возникли около 6 тыс. лет назад. Племена фракийцев начали заселять эту территорию в IV тысячелетии до н. э. Археологические свидетельства медного века обнаружены в пещерах Гюнгёрмез и Гюнешкая на территории района Сарай, а также в Топтепехёюке (Мармара-Эрелиси); вдоль всего побережья Мраморного моря обнаруживаются следы поселений эпохи ранней бронзы. Значительная миграция на территорию Фракии происходит в конце бронзового — начале железного века. В результате миграции «народов моря» в XII веке до н. э. сюда пришли фригийцы.
В VII веке до н. э. на побережье Мраморного моря появляются первые древнегреческие колонии. В рамках своей скифской кампании персидский царь Дарий в 514-513 годах до н. э. завоёвывает Фракию, освобождённую от персов Первым афинским морским союзом в 478-477 годах до н. э. После уходов персов из Фракии местные племена образовали союзное Одрисское царство. В 342 году до н. э. отец Александра Македонского Филипп аннексирует Фракию в составе Одрисского царства. После смерти Александра правителем Фракии становится Лисимах.
До прихода римлян в I веке н. э. Фракия оставалась в составе Македонии, сохраняя некоторую самостоятельность. Император Тиберий направил во Фракию своего губернатора, и в 46 году она становится провинцией Римской империи. Диоклетиан преобразовал римскую провинцию Фракия во Фракийский диоцез префектуры Восток, разделив на четыре провинции. Территория Текирдага при этом оказалась в провинции Европа. После распада Римской империи Фракия вошла в состав Восточной Римской империи.
Фракия подверглась нашествию и разграблению Аттилой в 443 году, после чего диоцез Фракия был расформирован, и на оставшихся у империи территориях около 680 года сформирована фема Фракия, в составе которой Фракия была снова разграблена болгарами под предводительством Крума в 813 году. В результате IV крестового похода в 1204 году фема Фракия вошла в состав Латинской империи, и Фракия снова подверглась разорению болгарами, половцами и влахами под предводительством болгарского царя Калояна Грекобойцы в 1206 году. После ликвидации Латинской империи в 1261 году Фракия вернулась под власть Византии.

### Османский период
В марте 1354 года старший внук Османа I Сулейман-паша Гази, воспользовавшись сильным землетрясением во Фракии, захватил большую византийскую крепость Галлиполи, которая охраняла самую узкую часть пролива Дарданеллы. Укрепившись там, Сулейман-паша и его соратники начали завоевание окрестных фракийских городов. В 1356 году османскими стали Шаркёй и Малкара, в 1357 году младший брат Сулеймана-паши, будущий султан Мурад завоёвывает Текирдаг и Чорлу. В 1361 году Мурад окончательно присоединяет Фракию и переносит столицу османов в Адрианополь (Эдирне). На территорию Фракии начали переселяться жители Анатолии.
В 1362 году на захваченных османами европейских землях организуется Румелийское бейлербейство (позднее эялет). После завоевания Константинополя в 1453 году в Румелийском бейлербействе создаётся санджак Визе. В ходе дальнейших административных реформ санджак переподчинялся эялету Силистра (с XVII века), затем Эдирне (с 1846 года). В 1849 году центр санджака переместился в Текфурдагы (Текирдаг).
В 1509 году территория Текирдага также испытала последствия разрушительного Стамбульского землетрясения (выше VII по шкале Медведева — Шпонхойера — Карника).
В августе 1511 года в ходе внутриосманских междоусобиц в битве под Чорлу султан Баязид II победил своего сына Селима I. Девять лет спустя Селим I умер в Чорлу по дороге в Эдирне, и на престол взошёл его сын Сулейман Великолепный. Следующий Селим, третий сын Сулеймана Великолепного и Роксоланы, получивший прозвища «Пьяница» и «Светловолосый», чьи мечты о постройке канала между Волгой и Доном разбились об астраханский гарнизон Ивана Грозного, любил соколиную охоту в окрестностях Чорлу. Традиция соколиной охоты здесь продолжалась и при его внуке Мехмеде III.
В конце XVIII века Фракия приняла беженцев из Крыма после аннексии Крымского ханства Российской империей, в том числе членов ханской династии Гиреев. Во время Крымской войны 1853—1856 годов в этом регионе снова были поселены турецкие беженцы, спасавшиеся от русских войск, а спустя 20 лет они российские солдаты добрались до них во время русско-турецкой войны 1877—1878 годов, когда регион был ненадолго оккупирован русскими войсками.
В 1870 году через Черкезкёй и Чорлу прошла Румелийская железная дорога, соединившая Османскую империю с Европой. До 1937 года по ней ходил знаменитый Восточный экспресс.
Во время Первой Балканской войны территория была оккупирована болгарскими войсками. Османы вернули город в июле 1913 года в результате Второй Балканской войны. В 1915 году правительство младотурков депортировало армянское население региона. С июля 1920 по октябрь 1922 года территория подверглась греческой оккупации. Во всех оккупированных ими городах греки преследовали евреев (равно как и мусульман), а в Чорлу даже учинили погром. Согласно решениям Лозаннской конференции Греция передала Восточную Фракию туркам. Греческое население было вынуждено покинуть регион, на его место приехали этнические турки и мусульмане (в том числе валахады и меглениты), переселённые из Болгарии и Греции (см. Греко-турецкий обмен населением).

### Турецкая Республика
Текирдаг получил своё современное имя и стал илем согласно конституции 1921 года, однако фактически организация новой администрации смогла начаться только после завершения Войны за независимость 15 октября 1923 года, незадолго до провозглашения молодой республики.
До 1990-х годов Текирдаг оставался не самой крупной по населению и преимущественно аграрной провинцией Турции. В связи с выносом промышленных предприятий из Стамбула и взятым турецким правительством курсом на привлечение прямых инвестиций путём создания промышленных и особых экономических зон прилегающие к провинции Стамбул восточные районы Текирдага: Чорлу и Черкезкёй с Капаклы, а также выделившийся из Чорлу Эргене — стали бурно расти. В связи с преодолением илем отметки в 1 млн жителей в 2017 году провинция  была преобразована в метропольный муниципалитет.
В 1998 году на восточной окраине Чорлу открыт для пассажирского сообщения единственный аэропорт в Восточной Фракии за пределами Стамбула — аэропорт Текирдаг-Чорлу имени Ататюрка.
В 2006 году основан Текирдагский университет им. Намыка Кемаля[англ.], которому передан открытый в 1992 году в Чорлу инженерный факультет Фракийского университета[англ.].
Через Черкезкёй пройдёт строящаяся скоростная железная дорога Стамбул — Капыкуле (болгарская граница).

## Экономика[17]

### Промышленность
По состоянию на 2014 год провинция Текирдаг занимала 7-е место по конкурентоспособности и 9-е в рейтинге социально-экономического развития среди турецких регионов. Она входит в десятку крупнейших промышленных регионов Турции, на её территории работают 2 % всех промышленных предприятий страны и 82 % промышленности Восточной Фракии. Они преимущественно состредочены в 13 промышленных и особой экономической зонах, а также двух технопарках. Большинство промышленных зон сосредоточено в восточных районах Текирдага: Чорлу, Черкезкёй, Капаклы, Эргене. 25 % предприятий иля относятся к текстильной индустрии, 13 % представляют пищевую промышленность, по 7 % занимают производство одежды и машиностроение, 6 % — химические производства, по 5 % — производство неметаллической минеральной продукции и металлообработка, по 4 % — производство резиновых и пластиковых изделий и изделий из металла.
| Название   | Площадь, га |
| ---------- | ----------- |
| Черкезкёй  | 1234        |
| Чорлу-Дери | 120         |
| Хайраболу  | 100         |
| Малкара    | 106         |
| Велимеше   | 988         |
| Великёй    | 400         |
| Муратлы    | 302         |
| Эргене-1   | 454         |
| Эргене-2   | 718         |
| Тюркгюджю  | 341         |
| Караагач   | 186         |
| Ялыбою     | 38          |

### Сельское хозяйство
59,33 % территории провинции занимают земли сельскохозяйственного назначения. Основным выращиваемыми здесь культурами являются пшеница, подсолнечник и рис. 55 % производимого в Турции рапса, 35 % подсолнечника, 8 % пшеницы, 3,2 % риса выращивается в Текирдаге. Кроме того, выращиваются рожь, овёс, сорго, тритикале, ячмень, сафлор, кунжут, люцерна, эспарцет, кукуруза, горошек, сахарная свёкла, табак, тимьян. Основными овощными культурами региона являются лук, помидоры, огурцы и салат (в том числе тепличным способом), фруктовыми — виноград, яблоки, арбузы и дыни. Одной из древнейших отраслей региона является виноделие, представленное значительным числом хозяйств. Маслоделие также развивается на выращивании олив.
Молочное животноводство провинции даёт 30 % объёма производства молока Восточной Фракии и 2,7 % — общетурецкого. Птицеводство даёт 62 % объёма производимого в Текирдаге мяса (ещё 22 % приходятся на овцеводство и 15 % на крупный рогатый скот) и 24 % яйца Восточной Фракии. 34 % производства мёда Восточной Фракии также приходятся на Текирдаг.

### Внешняя торговля
Более 90 % как импорта, так и экспорта Текирдага составляют промышленные товары. При этом импортно-экспортные операции предприятий иля составляют более 70 % портфеля внешней торговли Восточной Фракии. Основными торговыи партнёрами провинции являются Германия, Франция, Великобритания, Италия, Болгария, Китай и Южная Корея.

### Энергетика
Текирдаг обладает значительным энергетическим потенциалом. Потенциал ветрогенерации оценивается в 4 626 МВт, пригодные для размещения ветрогенерации площади оцениваются в 925 км². Среднегодовая продолжительность солнечной активности в  2 640 ч (7,2 ч/день) и интенсивность солнечной радиации в 1 311 кВт·ч/м² (3,6 кВт·ч/м² ежедневно) обеспечивают потенциал солнечной генерации в 380 млрд кВт·ч в год. Высоко оценивается и потенциал биогенерации, использующей отходы сельского, лесного и коммунального хозяйства.
Разведанные запасы угля составляют 69 % запасов Восточной Фракии и около 3 % всех запасов Турции.
На территории Текирдага осуществляется разведка и добыча природного газа.

## Транспорт
Через Текирдаг проходят исторические транспортные пути, связывающие Европу и Азию. Шоссе D.100[англ.] и O-3[англ.] являются частью трансъевропейского маршрута E80 Лиссабон — Гюрбулак[англ.] и азиатского маршрута AH1 Токио — Капыкуле. Общая протяжённость автодорог иля составляет 683 км.
Параллельно им проходит существующая железнодорожная линия от стамбульского вокзала Сиркеджи до греческого Питиона (участок исторической Румелийской железной дороги, по которой курсировал знаменитый Восточный экспресс), действующая с 1873 года. В настоящее время линия преимущественно используется в грузовом сообщении промышленными предприятиями региона. На линии курсируют региональные пассажирские поезда сообщением Стамбул (Халкалы[англ.]) — Эдирне, Халкалы — Капыкуле[англ.], Халкалы — Узункёпрю, а также поезд международного сообщения Халкалы — София. Общая протяжённость железных дорог провинции составляет 115 км. Строящаяся скоростная железная дорога[англ.], которая свяжет Стамбул с Европой, пройдёт севернее.
На территории провинции расположен единственный в Восточной Фракии аэропорт, за исключением аэропортов Стамбула, — Текирдаг-Чорлу им. Ататюрка (TEQ). Пассажирские перевозки аэропорта невелики: в 2023 году он обслужил лишь 32 377 пассажиров (0,015 % суммарных перевозок турецких аэропортов). В настоящее время авиакомпания Pegasus дважды в неделю: по понедельникам и пятницам — выполняет из него регулярные рейсы в Анкару. Аэропорт также обслуживает сезонные, чартерные, частные и грузовые рейсы и является тренировочной базой авиакомпании Turkish Airlines и одной из основных авиабаз ВВС Турции. 6 декабря 2019 года на аэродроме Чорлу был осуществлён первый полёт турецкого ударного БПЛА «Байрактар Акынджы», оснащённого украинским турбовинтовым двигателем АИ-450С.
На побережье Мраморного моря действуют три международных морских порта: Текирдагский и Азияпорт в Текирдаге и Марташ в Мармара-Эреглиси.
Муниципальное автотранспортное предприятие «Текулаш» (тур. Tekulaş) обеспечивает внутригородские и пригородные пассажирские перевозки в пределах провинции, осуществляемые 73 автобусными маршрутами. Многочисленные автобусные компании связывают районные центры со всей Турцией, а также соседними странами. Компания «Истанбул Сеяхат» (тур. İstanbul Seyahat) обеспечивает регулярное сообщение городов Текирдага, Чорлу, Черкезкёя и Капаклы с международным аэропортом Стамбула.

## Власть

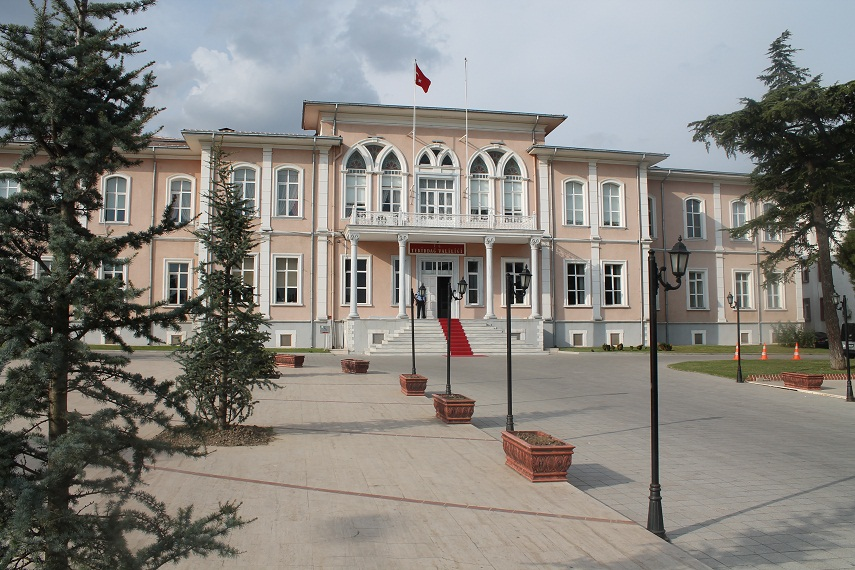
Здание губернаторства Текирдага

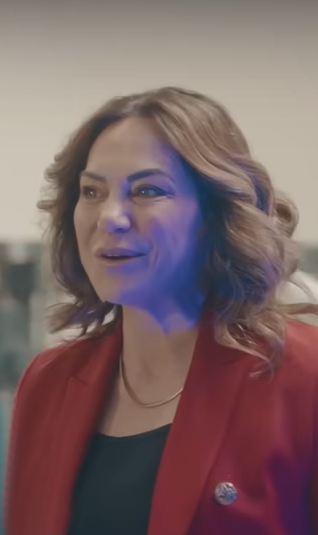
Мэр Текирдага д-р Джандан Юджеэр

Государственное управление провинцией осуществляется губернатором — вали, которого назначает правительство. С 18 августа 2023 года вали Текирдага является Реджеп Сойтюрк.
Во главе метропольного муниципалитета Текирдага стоит избираемый градоначальник, или мэр (тур. belediye başkanı). С 5 апреля 2024 года мэром Текирдага является ранее представлявшая провинцию в Великом национальном собрании д-р Джандан Юджеэр (Республиканская народная партия).
Меджлис (совет муниципального образования, тур. belediye meclisi) Текирдага состоит из мэра и 63 членов, пропорционально населению представляющих муниципалитеты всех районов. Большинство (44 чел.) также представляют Республиканскую народную партию. Правящая Партия справедливости и развития имеет 17 мест; ещё 2 места занимают депутаты от ультраправой Партии националистического движения, 1 представитель у отколовшейся от неё в 2017 году Хорошей партии.